# Montrevault-sur-Èvre
Montrevault-sur-Èvre ([mɔ̃tʁəˈvo syʁ ˈɛvʁ] ⓘ) ist eine französische Gemeinde mit 15.684 Einwohnern (Stand: 1. Januar 2022) im Département Maine-et-Loire in der Region Pays de la Loire. Sie gehört zum Arrondissement Cholet und ist Mitglied im Gemeindeverband Mauges Communauté.
Die Gemeinde entstand mit Wirkung vom 15. Dezember 2015 als Commune nouvelle durch Zusammenlegung der bis dahin selbstständigen Gemeinden Montrevault, Chaudron-en-Mauges, La Boissière-sur-Èvre, La Chaussaire, La Salle-et-Chapelle-Aubry, Le Fief-Sauvin, Le Fuilet, Le Puiset-Doré, Saint-Pierre-Montlimart. Saint-Quentin-en-Mauges und Saint-Rémy-en-Mauges, die fortan den Status von Communes déléguées besitzen. Der Verwaltungssitz befindet sich im Ort Montrevault.

## Gemeindegliederung
| Commune déléguée              | ehemaliger INSEE-Code | PLZ   | Fläche (km²) | Einwohnerzahl (2022) |
| ----------------------------- | --------------------- | ----- | ------------ | -------------------- |
| Montrevault (Verwaltungssitz) | 49218                 | 49110 | 02,66        | 1197                 |
| Chaudron-en-Mauges            | 49083                 | 49110 | 25,71        | 1458                 |
| La Boissière-sur-Èvre         | 49033                 | 49110 | 06,02        | 0449                 |
| La Chaussaire                 | 49085                 | 49600 | 12,20        | 0750                 |
| La Salle-et-Chapelle-Aubry    | 49324                 | 49110 | 18,76        | 1283                 |
| Le Fief-Sauvin                | 49137                 | 49600 | 30,29        | 1675                 |
| Le Fuilet                     | 49145                 | 49270 | 15,43        | 1821                 |
| Le Puiset-Doré                | 49252                 | 49600 | 22,62        | 1159                 |
| Saint-Pierre-Montlimart       | 49313                 | 49110 | 22,29        | 3405                 |
| Saint-Quentin-en-Mauges       | 49314                 | 49110 | 21,31        | 1057                 |
| Saint-Rémy-en-Mauges          | 49316                 | 49110 | 21,56        | 1430                 |

## Geografie

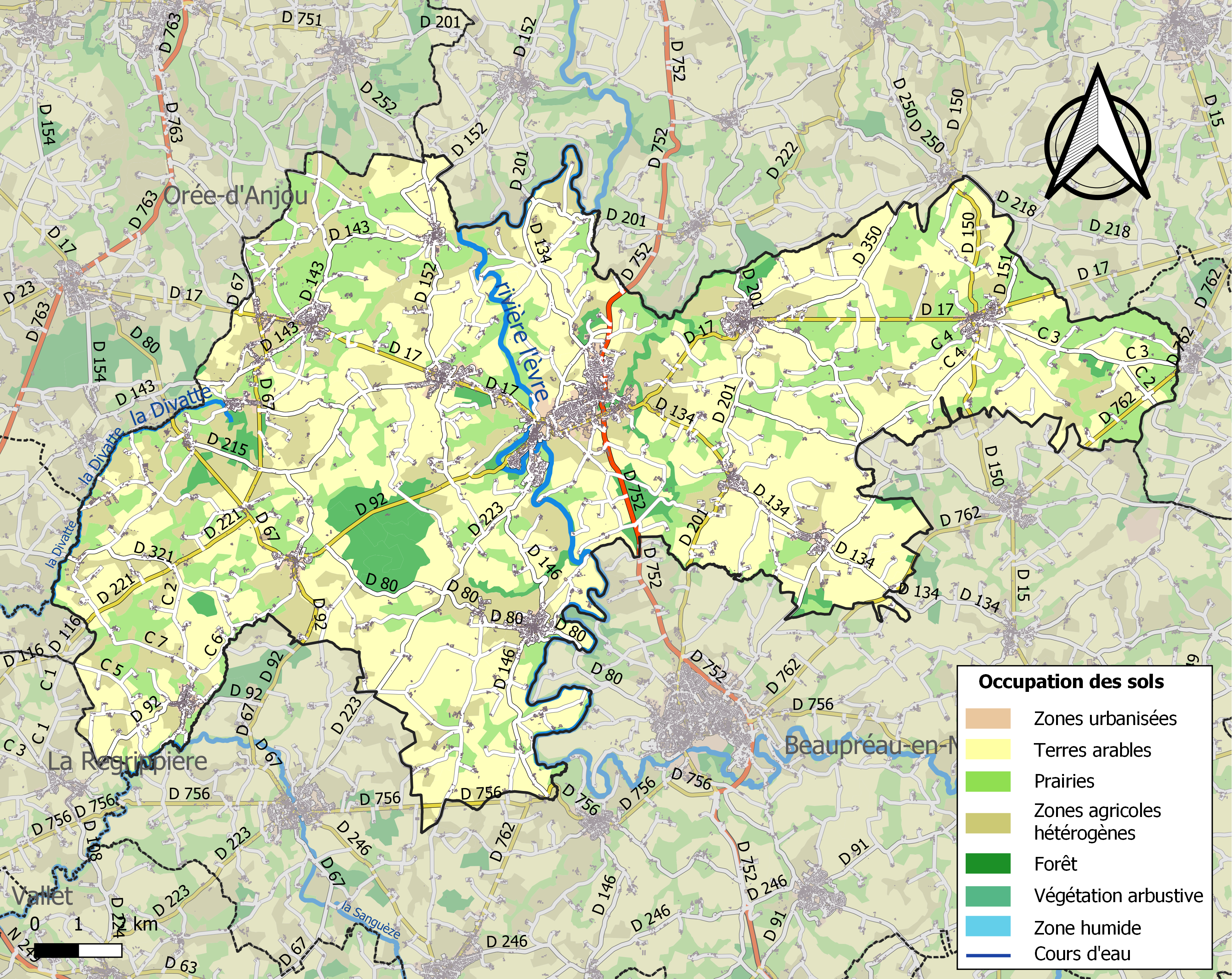
Bodennutzung, Hydrografie und Infrastruktur der Gemeinde (2018)

Montrevault-sur-Èvre liegt etwa 44 Kilometer südwestlich von Angers, etwa 26 Kilometer nordnordwestlich von Cholet und etwa 39 Kilometer ostnordöstlich von Nantes an der Grenze zum benachbarten Département Loire-Atlantique. Der Ort befindet sich in der Région naturelle der Mauges, Teil der historischen Provinz des Anjou.
Die Gemeinde liegt auf einer Hochebene an den südöstlichen Ausläufern des Armorikanischen Massivs. Das Gemeindegebiet befindet sich im Einzugsgebiet der Loire und wird von der Èvre und ihren zahlreichen Nebenflüssen entwässert. Bis auf den Wald Forêt de Leppo südwestlich des Zentrums in Montrevault ist das Areal wenig bewaldet. Sein Bodenrelief zeigt eine hügelige Landschaft mit Tälern der Fließgewässer als markante Einschnitte. Die Erhebungen weisen vielfach Höhen über 100 m auf mit einem Maximum von 165 m im Ortsteil Saint-Quentin-en-Mauges. Das Ortszentrum liegt auf etwa 55 m, der niedrigste Punkt wird mit 12 m Höhe im Norden beim Austritt der Èvre aus dem Gemeindegebiet gemessen.
Teile des Gebiets von Montrevault-sur-Èvre gehören zu 14 ZNIEFF-Naturzonen.
Umgeben wird Montrevault-sur-Èvre von sieben Nachbargemeinden:
| Orée d’Anjou                                                       |                                             | Mauges-sur-Loire    |
| La Boissière-du-Doré (Loire-Atlantique)                            | Kompassrose, die auf Nachbargemeinden zeigt | Chemillé-en-Anjou   |
| La Regrippière (Loire-Atlantique) La Remaudière (Loire-Atlantique) |                                             | Beaupréau-en-Mauges |

## Klima
|                        | Jan | Feb | Mär  | Apr  | Mai  | Jun  | Jul  | Aug  | Sep  | Okt  | Nov  | Dez |   |      |
| Mittl. Temperatur (°C) | 5,6 | 5,7 | 8,1  | 10,8 | 14,1 | 17,9 | 19,6 | 19,3 | 16,9 | 13,4 | 9    | 6,1 | ⌀ | 12,2 |
| Mittl. Tagesmax. (°C)  | 8,3 | 9,2 | 12,1 | 15,1 | 18,4 | 22,3 | 24,1 | 24,1 | 21,7 | 17,2 | 11,9 | 8,9 | ⌀ | 16,1 |
| Mittl. Tagesmin. (°C)  | 2,9 | 2,5 | 4,3  | 6,4  | 9,7  | 13,1 | 14,8 | 14,7 | 12,5 | 10   | 6,2  | 3,4 | ⌀ | 8,4  |
|                        |     |     |      |      |      |      |      |      |      |      |      |     |   |      |
| Niederschlag (mm)      | 72  | 58  | 53   | 60   | 67   | 48   | 43   | 48   | 53   | 72   | 71   | 78  | Σ | 723  |
|                        |     |     |      |      |      |      |      |      |      |      |      |     |   |      |
| Sonnenstunden (h/d)    | 3,3 | 4,6 | 6,0  | 7,7  | 8,1  | 9,2  | 9,1  | 8,6  | 7,4  | 5,5  | 4,2  | 3,8 | ⌀ | 6,5  |
|                        |     |     |      |      |      |      |      |      |      |      |      |     |   |      |
| Regentage (d)          | 9   | 8   | 8    | 9    | 9    | 6    | 6    | 6    | 6    | 8    | 9    | 9   | Σ | 93   |
|                        |     |     |      |      |      |      |      |      |      |      |      |     |   |      |
| Luftfeuchtigkeit (%)   | 85  | 81  | 77   | 73   | 73   | 67   | 66   | 67   | 69   | 79   | 85   | 85  | ⌀ | 75,6 |

| 2,9 |

| 2,5 |

| 4,3 |

| 6,4 |

| 9,7 |

| 13,1 |

| 14,8 |

| 14,7 |

| 12,5 |

| 10 |

| 6,2 |

| 3,4 |

| 2,9 |

| 2,5 |

| 4,3 |

| 6,4 |

| 9,7 |

| 13,1 |

| 14,8 |

| 14,7 |

| 12,5 |

| 10 |

| 6,2 |

| 3,4 |

Das Klima ist als Ozeanklima (Cfb-Klima) nach Köppen und Geiger klassifiziert. Es ist warm und gemäßigt und zeichnet sich durch eine verhältnismäßig erhebliche Menge an Niederschlägen aus auch während des trockensten Monats Juli. Die Angaben von Temperatur, Wassertemperatur, Niederschlag, Regentag und Luftfeuchtigkeit basieren auf Daten von 1991 bis 2021, Sonnenstunden auf Daten von 1999 bis 2019.

## Sehenswürdigkeiten
Montrevault
- Pont de Bohardy, eine Brücke über die Èvre, datiert aus dem 15. Jahrhundert, seit 1978 als Monument historique klassifiziert.
- Pfarrkirche Notre-Dame, 1868 im neogotischem Stil neu gebaut

Chaudron-en-Mauges
- Schloss Le Bas-Plessis mit Park, Neubau aus dem 19. Jahrhundert, seit 1992 und 2024 jeweils in Teilen als Monument historique eingeschrieben
- Pfarrkirche Saint-Martin-de-Vertou im neoklassizistischen Stil zwischen 1843 und 1852 neu gebaut

La Boissière-sur-Èvre
- Pfarrkirche Saint-Symphorien, 1884 neu errichtet

La Chaussaire
- Pfarrkirche Notre-Dame, 1895 im neogotischen Stil neu gebaut.

La Salle-et-Chapelle-Aubry
- Kirche Saint-Martin in La Chapelle Aubry
- Kirche Saint-Hilaire in La Salle Aubry, 1890 im gotischen Stil neu gebaut
- Mühle aus dem 19. Jahrhundert

Le Fief-Sauvin
- Menhir von Bréau, seit 1990 als Monument historique eingeschrieben
- Gallorömisches Oppidum, genannt Camp de César, seit 1988 in Teilen als Monument historique, in weiteren Teilen eingeschrieben
- Kirche Notre-Dame in Fief-Sauvin aus dem 15. Jahrhundert, 1997 Neubau
- Kirche Notre-Dame in Villeneuve, 1876 erbaut, 1978 durch einen Tornado zerstört, 1981 neu aufgebaut

Le Fuilet
- Neogotische Kirche Saint-Martin, von 1867 bis 1869 neu errichtet
- Kapelle aus dem Jahre 1947
- Schloss Les Touches, heute Bauernhof
- Haus der Töpfer, Museum
- Windmühlenruinen (ohne Flügel)

Le Puiset-Doré
- Kirche Saint-Christophe, Neubau im neogotischen Stil aus dem Jahre 1875
- Kirche Saint-Martin-de-Tours von 1830
- Schloss Le Doré aus dem 18. Jahrhundert

Saint-Pierre-Montlimart
- Pfarrkirche Saint-Pierre, Restauration von 1797 bis 1808 nachdem sie 1793 in Brand gesteckt wurde, Einweihung der Erweiterung 1843
- Kapelle Saint-Just aus dem 15. Jahrhundert, seit 1984 als Monument historique eingeschrieben
- Ehemalige Goldminen

Saint-Quentin-en-Mauges
- Pfarrkirche Saint-Quentin, Neubau im Stil 1882 eingeweiht

Saint-Rémy-en-Mauges
- Pfarrkirche Saint-Rémy, Neubau im neugotischen Stil 1878 eingeweiht
- Kapelle Sainte-Avoye
- Schloss Clairembault, Neubau aus dem Jahre 1822

## Bildung
Montrevault-sur-Èvre verfügt über
- eine öffentliche Vor- und Grundschule (École primaire) in Montrevault,
- eine öffentliche Vor- und Grundschule in La Salle-et-Chapelle-Aubry,
- eine öffentliche Vor- und Grundschule in Le Fuilet,
- eine öffentliche Vor- und Grundschule in Saint-Pierre-Montlimart,
- eine öffentliche Vor- und Grundschule in Chaudron-en-Mauges,
- eine private Grundschule (École élémentaire) in La Salle-et-Chapelle-Aubry,
- eine private Vor- und Grundschule in Montrevault,
- eine private Vor- und Grundschule in Chaudron-en-Mauges,
- eine private Vor- und Grundschule in La Boissière-sur-Èvre,
- eine private Vor- und Grundschule in La Chaussaire,
- eine private Vor- und Grundschule in Le Fief-Sauvin,
- eine private Vor- und Grundschule in Le Fuilet,
- eine private Vor- und Grundschule in Le Puiset-Doré,
- eine private Vor- und Grundschule in Saint-Pierre-Montlimart,
- eine private Vor- und Grundschule in Saint-Rémy-en-Mauges,
- eine private Vor- und Grundschule in Saint-Quentin-en-Mauges,
- ein öffentliches Collège in Montrevault und
- ein privates Collège in Saint-Pierre-Montlimart.[3]

## Wirtschaft
Die Gemeinde gehört mit ihren vergleichsweise kleinen Anbauflächen zum Weinbaugebiet Anjou.
Einer der größeren Arbeitgeber ist die Schuhindustrie, die vor allem in Saint-Pierre-Montlimart mit der Firma Èram vertreten ist.
| Montrevault-sur-Èvre | Montrevault-sur-Èvre | Montrevault-sur-Èvre | Département | Département | Département | Metropolitan-Frankreich | Metropolitan-Frankreich | Metropolitan-Frankreich |
| -------------------- | -------------------- | -------------------- | ----------- | ----------- | ----------- | ----------------------- | ----------------------- | ----------------------- |
| Gesamt               | Männer               | Frauen               | Gesamt      | Männer      | Frauen      | Gesamt                  | Männer                  | Frauen                  |
| 75,6 %               | 77,7 %               | 73,3 %               | 69,4 %      | 72,0 %      | 66,8 %      | 66,8 %                  | 69,5 %                  | 64,2 %                  |

Die Beschäftigungsrate der Gemeinde ist höher als die des Départements Maine-et-Loire und die von Metropolitan-Frankreich. Im Vergleich zu 2016 sank die Gesamtquote der Gemeinde um 0,4 % aufgrund einer höheren Zahl von Studierenden und Rentnern. Die meisten Beschäftigten sind im Handel, Transportwesen oder diversen Dienstleistungsunternehmen beschäftigt. Fast zwei Drittel sind Auspendler. 62,2 % arbeiteten 2022 in einer anderen Gemeinde, 4,6 % mehr als im Jahr 2016. Dabei benutzten sie zu 85,9 % ein Auto, einen Last- oder Lieferwagen, nur 0,9 % ein öffentliches Verkehrsmittel.
| Montrevault-sur-Èvre | Montrevault-sur-Èvre | Montrevault-sur-Èvre | Montrevault-sur-Èvre | Département | Département | Département | Département | Metropolitan-Frankreich | Metropolitan-Frankreich | Metropolitan-Frankreich | Metropolitan-Frankreich |
| -------------------- | -------------------- | -------------------- | -------------------- | ----------- | ----------- | ----------- | ----------- | ----------------------- | ----------------------- | ----------------------- | ----------------------- |
| Gesamt               | 15–24                | 25–54                | 55–64                | Gesamt      | 15–24       | 25–54       | 55–64       | Gesamt                  | 15–24                   | 25–54                   | 55–64                   |
| 6,5 %                | 13,8 %               | 4,9 %                | 8,4 %                | 9,8 %       | 19,0 %      | 8,4 %       | 8,1 %       | 11,3 %                  | 22,3 %                  | 10,1 %                  | 9,4 %                   |

Die Arbeitslosenquote zeigt ein erfreuliches Bild. Sie liegt in allen Bereichen niedriger im Vergleich zum gesamten Département und Metropolitan-Frankreich. Im Vergleich zu 2016 fiel die Gesamtarbeitslosenquote der Gemeinde um 1,9 %, in der Altersklasse der 15- bis 24-Jährigen um 3,8 %, in der Altersklasse der 25- bis 54-Jährigen um 2,4 %.

## Verkehr
Die zur Departementsstraße D 752 herabgestufte ehemalige Route nationale 752 von Varades nach Cheffois über Cholet durchquert die Gemeinde, insbesondere  Saint-Pierre-Montlimart, von Nord nach Süd. Nachgeordnete Departementsstraßen und lokale Landstraßen verbinden die Ortsteile miteinander und mit weiteren Nachbargemeinden.
Busse einer Linie der Transportgesellschaft Aléop der Region Pays de la Loire fahren viele Haltestellen im Zentrum von Montrevault-sur-Èvre und in Ortsteilen an und verbinden die Gemeinde mit Cholet und Ancenis-Saint-Géréon.